# Trirhithrum coffeae
Trirhithrum coffeae är en tvåvingeart som beskrevs av Mario Bezzi 1918. Trirhithrum coffeae ingår i släktet Trirhithrum och familjen borrflugor. Inga underarter finns listade i Catalogue of Life.